# Fairview (Oregon)
Fairview – miasto w Stanach Zjednoczonych, w stanie Oregon, w hrabstwie Multnomah.

## Klimat
Miasto leży w strefie klimatu umiarkowanego, śródziemnomorskiego, przybrzeżnego z chłodnym i suchym latem, należącym według klasyfikacji Köppena do strefy Csb. Średnia temperatura roczna przekracza 10°C, a opady wynoszą 1676,4 mm. Miesiącem o najwyższych opadach jest grudzień o średnich opadach wynoszących 299,7 mm, natomiast najniższe opady są w lipcu i wynoszą średnio 15,2 mm.